# Гладковщина (село)
Гла́дковщина (укр. Гладківщина) — село в Золотоношском районе Черкасской области Украины.

## История
В июле 1995 года Кабинет министров Украины утвердил решение о приватизации находившегося здесь опытного хозяйства.
Население по переписи 2001 года составляло 1065 человек.

## Местный совет
19720, Черкасская обл., Золотоношский р-н, с. Гладковщина, ул.Центральная, 34